# Philip Freneau
 (juin 2025).
Philip Morin Freneau, né le 2 janvier 1752 à New York et mort le 18 décembre 1832 à Matawan dans le New Jersey, est un poète, nationaliste et polémiste américain, parfois appelé « le poète de la révolution américaine ».

## Biographie
Aîné des cinq enfants du marchand de vin huguenot Pierre Freneau et de sa femme Écossaise, il grandit à Matawan. Il étudie au College of New Jersey (qui devient l'Université de Princeton en 1896) où il devient l'ami proche de James Madison, futur Président des États-Unis, relation qui l'incitera plus tard à fonder son journal, le National Gazette (en).

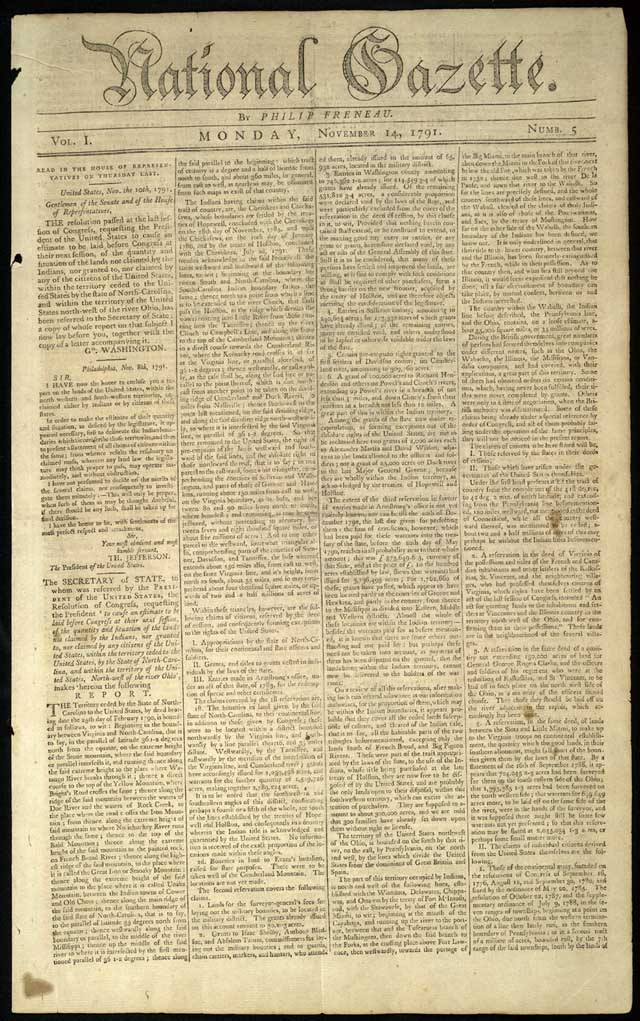
Numéro du lundi 14 novembre 1791 du National Gazette

## Œuvres
- A Poem, on the Rising Glory of America. Joseph Crukshank, Philadelphie, 1772.
- The American Village, a Poem. S. Insley & A. Carr, New York, 1772.
- The British Prison-Ship: A Poem. Francis Bailey, Philadelphie, 1781.
- The Poems of Philip Freneau Francis Bailey, Philadelphie, 1786.
- A Journey from Philadelphia to New-York. Francis Bailey, Philadelphie, 1787.
- The Miscellaneous Works of Mr. Philip Freneau. Francis Bailey, Philadelphie, 1788.
- Poems Written between the Years 1768 & 1794., Monmouth, 1795.